# Aragami 2
Aragami 2 (En japonés 荒 神 2) es un videojuego español perteneciente al género de sigilo, y de acción y aventura desarrollado y publicado por Lince Works para PlayStation 5, Xbox Series X/S, Nintendo Switch y  Microsoft Windows, es una secuela directa del videojuego Aragami del año 2016, Aragami 2 fue lanzado en septiembre del año 2021 y presenta mecánicas similares al primer videojuego.

## Jugabilidad

Aragami 2 presenta una jugabilidad similar al primer videojuego, pero ahora más centrada en el combate estilo ninja

El sigilo y la audacia, continúan siendo elementos esenciales en Aragami 2, pero además se han añadido nuevas mecánicas y posibilidades para los poderes sobrenaturales, además en Aragami 2, se ha dado mayor protagonismo a la lucha ninja, y la posibilidad de afrontar cara a cara a los distintos tipos de enemigos, quienes aun son muy peligrosos en casi cualquier circunstancia.

## Argumento

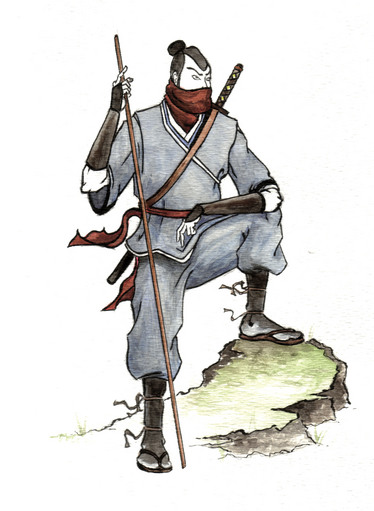
Aragami 2 utiliza una ambientación japonesa similar al primer videojuego, pero agregándole más elementos sobrenaturales y fantásticos.

El jugador controla al espíritu de las sombras, Aragami, quien tras los acontecimientos del primer videojuego, nuevamente es convocado para afrontar los grandes peligros que amenazan con sumir el mundo completamente en el caos, y la tiranía.

## Desarrollo
En 2020, Lince Works anunció una secuela titulada Aragami 2 para las consolas PlayStation 4, PlayStation 5, Xbox One, Xbox Series X / S y PC. Fue lanzado el 17 de septiembre de 2021.

## Recepción
Aragami 2 recibió críticas de "mixtas" a positivas según la página de críticas y reseñas Metacritic, destacando la versión de PlayStation 5, destacando especialmente las mejoras con respecto a la primera entrega, pero cuestionando la necesidad de un argumento más profundo.